# Ascensor Castello d'Albertis-Montegalletto
Ascensore Castello d'Albertis-Montegalletto (Ascensor El castillo d'Albertis – Montegalletto) es un funicular combinado y ascensor en Génova, Italia.  Conecta vía Balbi, cercano a la estación de tren de Génova Piazza Principe, con corso Dogali cercano Castillo d'Albertis (Museo de Culturas Mundiales). Está gestionado por AMT Genova.

## Historia
El ascensor fue construido en 1929 por una empresa privada, la Società Ligure per Impianto ed Esercizio Ascensori, para conectar la estación de tren de Génova con Montegalletto, un nombre ahora en desuso que indicaba la zona en ese momento sujeta a una gran expansión urbana. Se elevó unos setenta metros de altitud, pero para llegar a las dos cabinas con capacidad para veinte personas, fue necesario internarse en el suelo a lo largo de un túnel de unos trescientos metros. El ascensor fue utilizado con frecuencia por los residentes locales, ya que tenía un precio de billete más bajo que el del tranvía, autobús y trolebús local; entre 1963 y 1965 los propietarios reemplazaron los ascensores por unos más modernos y rápidos.
A finales de la década de 1960 el número de usuarios experimentó una reducción gradual debido a la introducción de la tarifa unificada en el transporte público de Génova que hizo menos conveniente el uso del ascensor. El 1 de febrero de 1976 pasó a formar parte del sistema AMT (junto con el ascensor Castelletto Ponente). Los ascensores permanecieron en servicio hasta 1995, cuando expiró la vida útil de treinta años, se cerraron los ascensores.

## El sistema actual
AMT decidió no renovar la instalación en la configuración anterior, ya que la necesidad de recorrer el largo túnel peatonal no habría sido atractiva para los usuarios. El ingeniero Michele Montanari de AMT creó un diseño preliminar que implicó la construcción de un funicular para conectar con los ascensores. 
Mediante licitación, las obras fueron cedidas a un consorcio liderado por Poma Italia. La etapa inicial comenzó con la preparación del diseño detallado; el proyecto fue presentado en enero de 2001 al Ministerio de Transportes italiano para los permisos necesarios, que fueron otorgados el 14 de noviembre del mismo año. Los trabajos comenzaron en septiembre de 2002 y terminaron en junio de 2004.
Después de un periodo de prueba del ascensor, se inauguró y abrió al público el 15 de diciembre de 2004.

## Características y Operación
El ascensor consiste básicamente de tres subsistemas:
- Funicular para tránsito en el túnel horizontal.
- Sistema de traslación en neumáticos, como un teleférico.
- Ascensor para la superación del tramo vertical consta de dos plataformas distintas (una por cabina).

Las dos góndolas comienzan su recorrido simultáneamente: La primera góndola parte desde la estación inferior a lo largo del túnel horizontal, mientras la segunda comienza el descenso desde el Corso Dogali. La intersección de las góndolas es en la base del fuste de ascensor cuando ambas cabinas están encima del sistema de traslación, mientras la góndola descendente es capturada por sistema de funicular para empezar su camino horizontal, la góndola ascendente será colocada sobre el sistema del ascensor y levantada hacia arriba estación.

## Datos técnicos

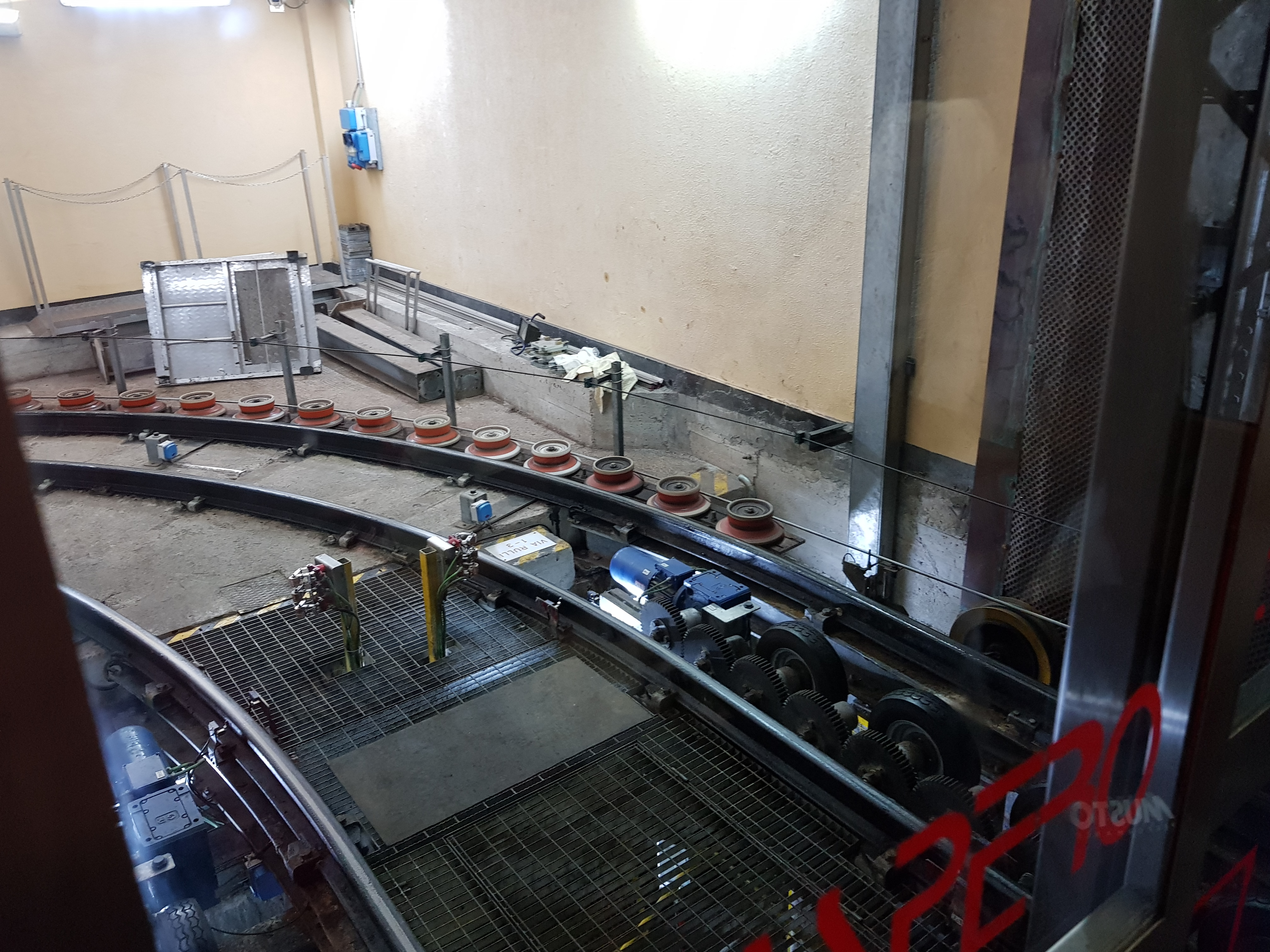
Modo de cambios de movimiento de horizontal a verticales y viceversa

| Altitud de estación más baja                                  | 22.38 m encima nivel de mar                     |
| Altitud de estación superior                                  | 94.60 m asl                                     |
| Diferencia de altura- - Sección Horizontal - Sección Vertical | 72.19 m 2.86 m 69.33 m                          |
| La distancia horizontal de viaje                              | 235.87 m (línea 1) 233.71 m (línea 2)           |
| Velocidad de parte horizontal                                 | 4.5 m/s (1.5 m/s acercándose la parte vertical) |
| Velocidad de parte de traducción                              | 0.25 m/s                                        |
| Velocidad de parte vertical                                   | 1,6 m/s ,                                       |
| Diámetro de cable (funicular)                                 | 15 mm                                           |
| Ancho de vía                                                  | 850 mm                                          |
| Capacidad de góndola                                          | 23 personas                                     |